# Weyer Kastell

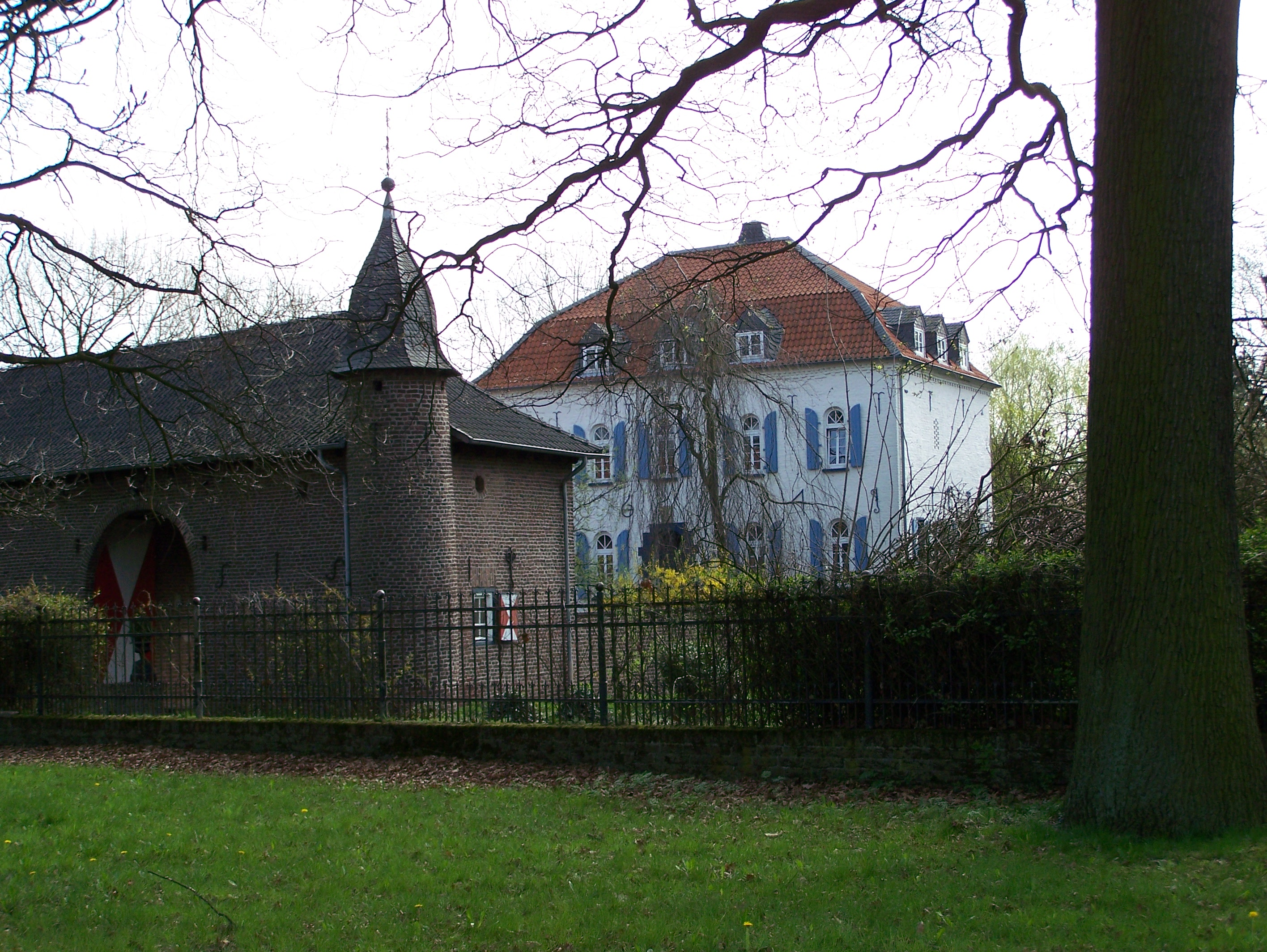
Weyer Kastell

 Das Weyer Kastell ist ein ehemaliger Herrensitz im Nettetaler Stadtteil Breyell am Niederrhein. Gelegentlich findet sich auch die eigentlich falsche Schreibweise Weiher Kastell.
Das Kastell wurde als wasserumwehrte Dreiflügelanlage angelegt. Seine erste geschichtliche Erwähnung datiert in das Jahr 1311. Die ersten bekannten Besitzer dieses Gutes waren Angehörige des weit verzweigten Adelsgeschlechtes derer von Krickenbeck. Nach Zerstörungen im Dreißigjährigen Krieg mussten die Besitzer von Kamphausen ein neues Herrenhaus errichten, das auch heute noch besteht. Das zweigeschossige Gebäude ist durch Maueranker auf 1634 datiert. 
Das Kastell ist ein wesentliches Zeugnis der Breyeller Geschichte. Es ist seit Jahrzehnten in wechselndem Privatbesitz und war der Öffentlichkeit bisher nicht zugänglich. Der heutige Eigentümer Gert-Friedrich von Preußen, ist seit 2003 Nettetaler Bürger und daran interessiert, sein Haus für kulturelle Veranstaltungen zu öffnen. So gaben schon das Jagdhornbläserkorps Schloss Krickenbeck, der MGV Liedertafel Breyell und der Niederrheinchor dort Konzerte.
Das Kastell ist Namensgeber des jährlich stattfindenden Radrennens „Rund ums Weyer Kastell“, das vom Sportverein SC Union Nettetal ausgerichtet wird.